# Jeanne de Valois-Saint-Rémy
 (novembre 2022).
Si vous disposez d'ouvrages ou d'articles de référence ou si vous connaissez des sites web de qualité traitant du thème abordé ici, merci de compléter l'article en donnant les références utiles à sa vérifiabilité et en les liant à la section « Notes et références ».
Jeanne de Valois-Saint-Rémy née le 22 juillet 1756 à Fontette et morte le 23 août 1791 à Londres est la descendante directe  d'un fils du roi Henri II, issue de sa maîtresse,  et également connue sous le nom de comtesse de La Motte par son mariage avec Nicolas de La Motte et sous celui de comtesse de La Motte-Valois par usurpation de titulature nobiliaire. Elle se rend célèbre pour son rôle dans l'escroquerie dite de l'affaire du collier de la Reine.

## Jeunesse et mariage

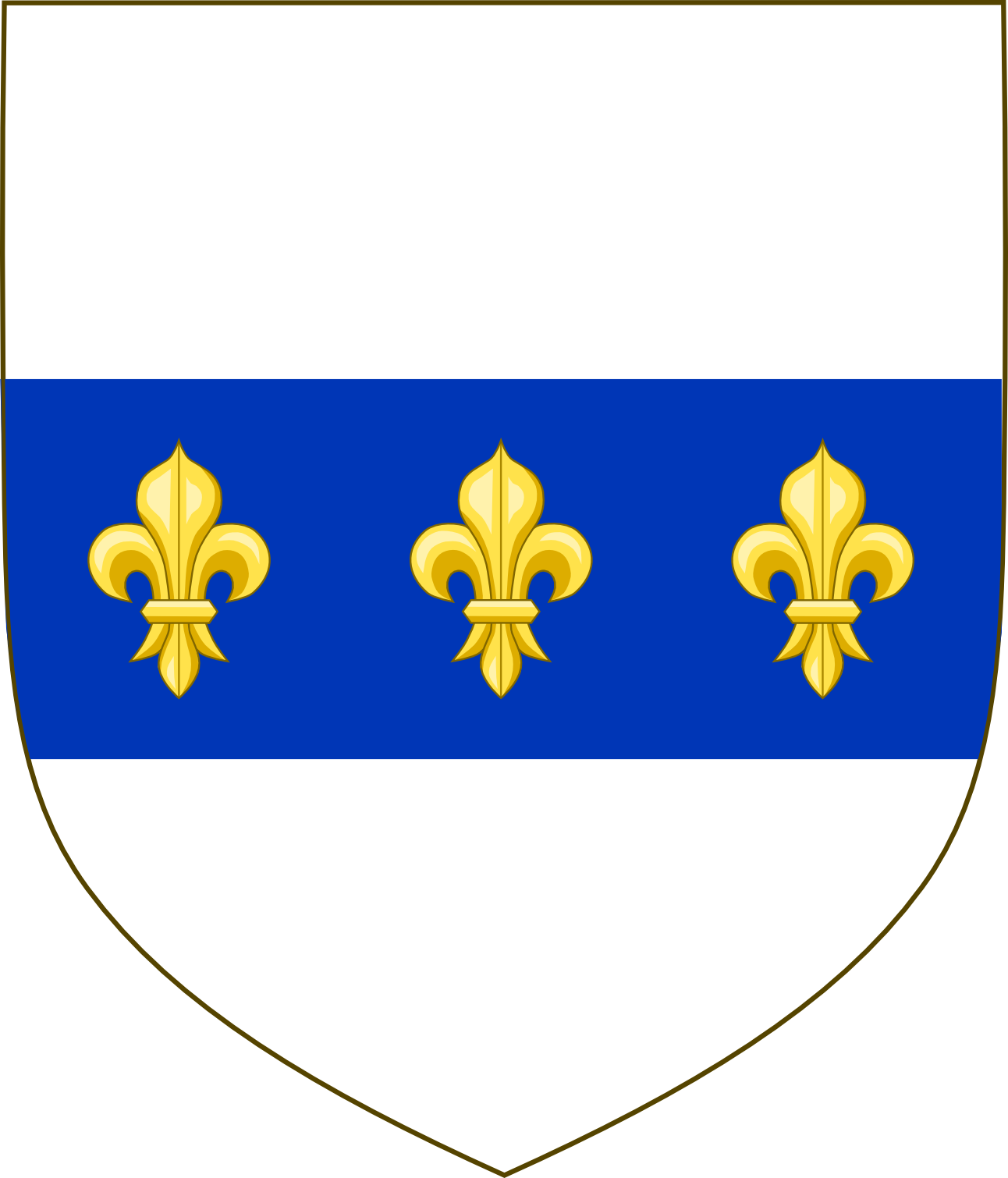
Blason de la Famille Valois-Saint-Rémy

Jeanne de Valois est née en 1756 à Fontette dans l'actuel département de l'Aube, dans une famille peu aisée. Son père Jacques (1717-1762), soldat qui vivait d'expédients et de braconne, était un descendant d'Henri de Saint-Rémi (1558?-1621), bâtard royal d'Henri II, et de Nicole de Savigny (1535-1590), dame de Fontette. Sa mère, Marie Jossel (déc. 1783), se prostituait à l'occasion. Jeanne avait un frère, Jacques (1751-1785) et une sœur Marie-Anne (1757-1786). Selon les mémoires du comte Beugnot, les trois enfants auraient été tirés de leur situation par son père et l'abbé de Langres. Selon la source dont Alexandre Dumas s'inspire pour Le Collier de la reine, c'est à Boulogne — où la famille avait déménagé — que Jeanne et sa sœur auraient été remarquées par un abbé qui intéressa à leur sort l'une de ses paroissiennes, la marquise de Boulainvilliers.
En tout état de cause, la généalogie de la famille fut vérifiée et les enfants bénéficièrent grâce à Madame de Boulainvilliers de dispositions mises en place pour porter assistance aux rejetons des familles nobles mais pauvres : Jacques reçut une modeste pension (1 000 livres) et entra dans une école d'officier ; les jeunes filles furent mises au pensionnat à Passy, puis dotées d'une pension de 900 livres et destinées au couvent de Longchamp. Néanmoins, elles préférèrent s'échapper pour retourner à Bar-sur-Aube où elles trouvèrent refuge dans la famille Surmont. Abandonnés à leur sort, leurs parents avaient depuis longtemps disparu de leur vie. Jeanne sera la seule à défrayer la chronique (et à entrer dans l'histoire). Jacques, baron de Valois, mourra en service à Port-Louis (île Maurice). Marie-Anne deviendra chanoinesse.
En 1780, Jeanne épousa Nicolas de La Motte (1755-1831), neveu de Monsieur de Surmont, membre d'une famille de la petite noblesse champenoise peu fortunée, et de surcroît officier de gendarmerie. Les deux époux prirent les titres de courtoisie de comte et comtesse de La Motte-Valois. Son frère Jacques avait commandé la Surveillante, frégate célèbre par son combat contre le navire britannique HMS Québec en 1779.

## L'affaire du collier

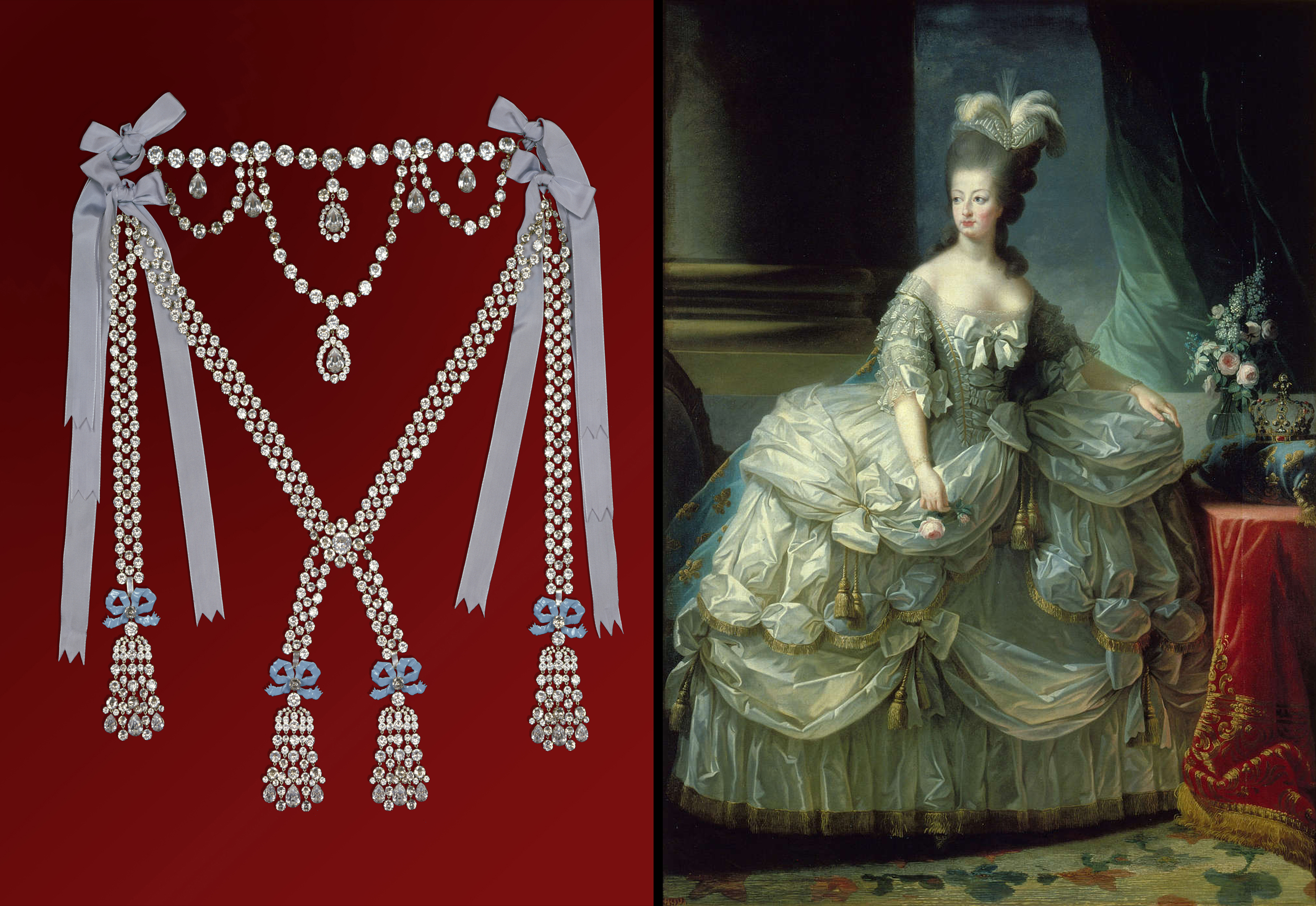
Le collier de la reine, reconstitution en zircone, château de Breteuil.

Son mari s'avérant très vite incapable de subvenir aux besoins du couple, la comtesse eut l'idée de s'appuyer sur son ascendance pour obtenir des avantages financiers. Fréquentant le château de Versailles où chacun, pourvu qu'il fût habillé décemment, pouvait pénétrer, elle essaya à maintes reprises de se faire présenter à la reine Marie-Antoinette. Celle-ci, prévenue de sa réputation douteuse, n'aurait jamais accepté.
Le mariage entre Jeanne et son mari fut un échec mais ils continuèrent à vivre ensemble. Jeanne prit un amant, Louis Marc Antoine Rétaux de Villette, un gigolo. Vers 1783, la protectrice de Jeanne, Madame de Boulainvilliers, la fit entrer en contact avec l'évêque de Strasbourg, le cardinal de Rohan, dont elle devint la maîtresse. Elle avait fait courir le bruit qu'elle avait les faveurs de la reine et réussit à redonner espoir au cardinal qui faisait depuis longtemps en vain le siège de Marie-Antoinette pour obtenir un ministère. Or la reine le tenait en piètre estime et l'évitait.
À la même période, le bijoutier Charles Boehmer essayait de vendre au roi un magnifique collier de diamants qui avait été à l'origine fabriqué pour Madame du Barry, dans lequel il avait investi beaucoup d'argent, risquant la faillite s'il ne trouvait pas preneur. Après plusieurs démarches infructueuses, il en était arrivé à la conclusion que seul le roi de France serait en mesure de verser la somme qu'il demandait. Mais Louis XVI, conscient de l'aspect déraisonnable de cet achat à une période où les caisses de l'État étaient vides, avait refusé.
La comtesse, avec l'aide de son mari et de son amant, saisit cette occasion pour obtenir de l'argent. Rétaux de Villette, maître-faussaire, écrivit des lettres signées de la reine, prétendant qu'elle désirait le collier, mais savait que le roi jugeait l'achat déraisonnable. Elle demandait donc au cardinal d'avancer la somme nécessaire contre la satisfaction de ses demandes. Jeanne de La Motte était désignée comme intermédiaire. Le bijoutier aussi fut contacté et il lui fut demandé de remettre le collier à Jeanne pour la reine. Un rendez-vous nocturne fut arrangé où le cardinal fut présenté à un sosie de Marie-Antoinette — une prostituée nommée Nicole Leguay ou le Guay d'Oliva — et apprit qu'il était de nouveau en faveur.
Le collier entre ses mains, le comte de La Motte se dépêcha de vendre les diamants à Paris et à Londres. L'affaire ne fut révélée qu'au moment de l'arrestation du cardinal. La comtesse de La Motte, Rétaux de Villette, Nicole Leguay et Joseph Balsamo dit Cagliostro (un mage auto-proclamé qui avait aidé la comtesse en persuadant le cardinal d'acheter le collier) furent tous arrêtés. Le comte de La Motte s'enfuit à Londres.
Le roi et la reine souhaitèrent un procès public. Loin de laver l'honneur de la reine, le procès entacha sa réputation et le public la vit dans le rôle de la coupable. Le cardinal fut jugé non coupable et acquitté, tout comme Nicole Leguay. Le roi Louis XVI l'envoya très vite en exil. Rétaux de Villette fut déclaré coupable de faux et exilé, ainsi que le comte Cagliostro. La comtesse fut déclarée coupable et condamnée à être fustigée, marquée au fer rouge d'un V qui veut dire Voleuse, cependant, lors de la flétrissure, la comtesse fut tellement échevelée que son bourreau lui appliqua le fer sur la poitrine au lieu de l'épaule, provoquant ainsi la compassion du public. Elle fut condamnée à être enfermée à perpétuité à la maison de correction de La Salpêtrière.

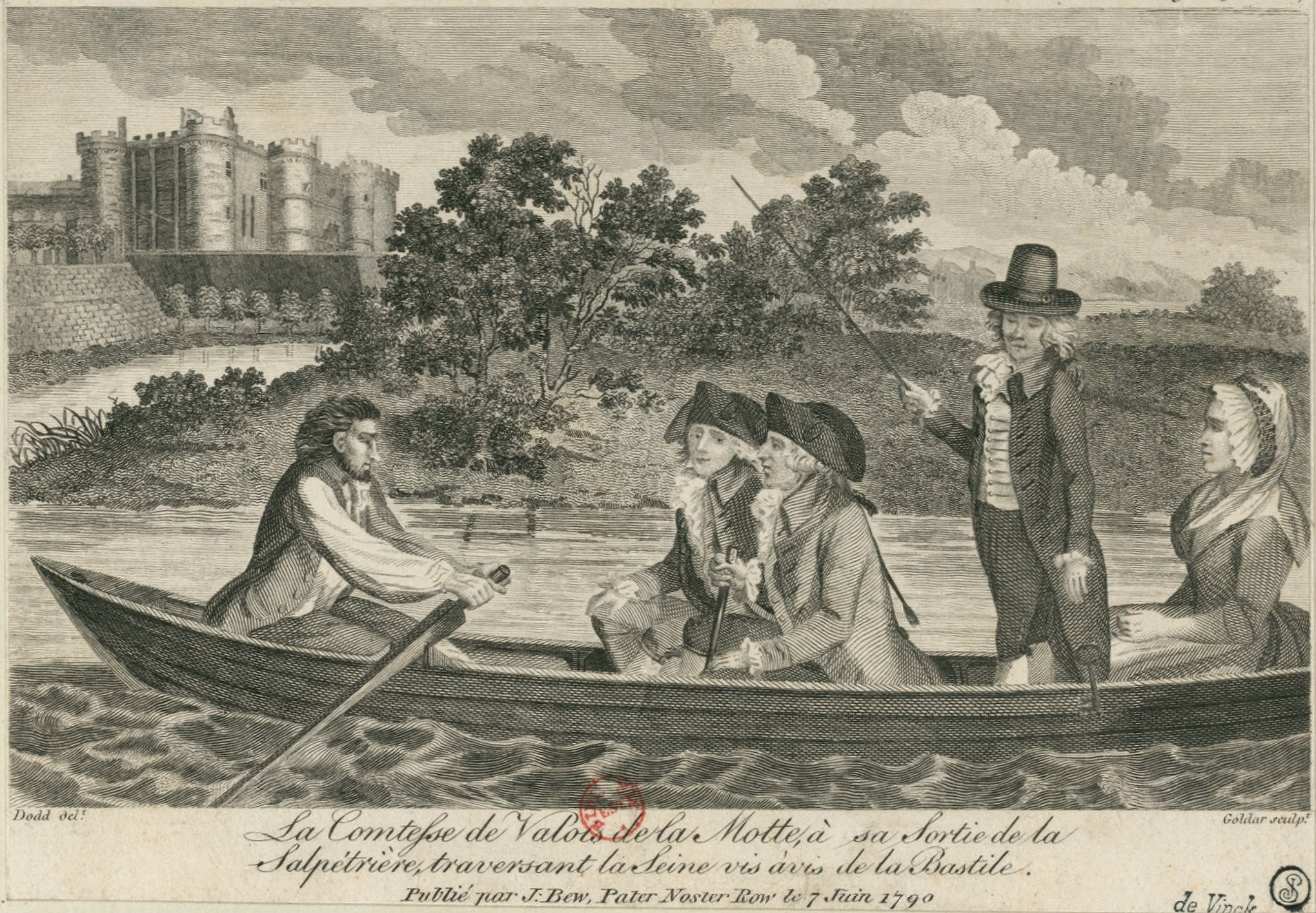
La comtesse de Valois de la Motte, à sa sortie de la prison de la Salpétrière, traversant la Seine vis-à-vis de la Bastille. Gravure de John Goldar publiée le 7 juin 1790.

Elle s'enfuit en juin 1787 et partit à Londres, où elle publia ses mémoires, racontant ses fausses relations intimes avec la reine. L'affaire du collier de la reine fut un des nombreux scandales qui affaiblit sérieusement la monarchie française.
La comtesse décéda à Londres en 1791 (certains historiens prétendent qu'elle survécut jusqu'en 1844) après s'être défenestrée de la chambre de son hôtel. Certaines personnes croient qu'elle fut assassinée par des royalistes mais elle tentait probablement d'échapper à des créanciers.
La lignée des Valois-Saint-Rémy s'est, quant à elle, éteinte par les mâles en la personne d'Alfred de Valois, comte de Saint-Rémy et baron de Fontette (descendant de Charles, oncle de la comtesse), décédé en Allemagne en 1923. La dernière des Valois fut la cousine de ce dernier, Élisabeth, baronne Wilhelm von Wirsing, décédée en 1934.

## Demeure à Paris
Jusqu'à son jugement, rendu le 31 mars 1786 à neuf heures du soir, après une dernière séance de dix-huit heures, la dame de La Motte louait à Paris un logement dans la rue Saint-Gilles (no 10) derrière le couvent des Minimes de la place Royale.

## Héraldique
Valois-Saint-Rémy : D'argent à la fasce d'azur chargée de trois lys d'or.
La Motte : D'azur au bâton noueux d'or en bande, accompagné en chef d'une étoile du même.

## Au cinéma / télévision
Le rôle de Jeanne de La Motte est interprété au cinéma par :
- Freya Mavor dans Marie-Antoinette (2025)
- Stéphanie Reynaud dans Les Procès de l'Histoire (2010)
- Hilary Swank / Hayden Panettiere (Jeanne jeune) dans L'affaire du collier (2001)
- Anouska Hempel dans Lady Oscar (1978)
- Claude Winter dans L'affaire du collier de la reine (1962)
- Gaby Morlay dans Si Versailles m'était conté... (1954)
- Viviane Romance dans L'affaire du collier de la reine (1946)
- Mae Busch dans Marie-Antoinette (1938)
- Marcelle Chantal dans Le collier de la reine (1929)
- Illa Meery dans Cagliostro (1929)
- Berthe Bovy dans L'affaire du collier de la reine (1912)